# Гросмелсен
Гросмелсен (њем. Großmölsen) општина је у њемачкој савезној држави Тирингија. Једно је од 55 општинских средишта округа Земерда. Према процјени из 2010. у општини је живјело 255 становника. Посједује регионалну шифру (AGS) 16068017.

## Географски и демографски подаци
Гросмелсен се налази у савезној држави Тирингија у округу Земерда. Општина се налази на надморској висини од 177 метара. Површина општине износи 5,0 km². У самом мјесту је, према процјени из 2010. године, живјело 255 становника. Просјечна густина становништва износи 51 становника/km².